# Goroda i gody (film 1930)
Goroda i gody (Города и годы) è un film del 1930 diretto da Evgenij Veniaminovič Červjakov.